# 2026年亞洲沙灘運動會
2026年亞洲沙灘運動會，又稱為第六屆亞洲沙灘運動會，該屆賽事原是預於2020年11月28日至12月6日在中國海南省三亚市舉行的2020年亞洲沙灘運動會，后遇延期。三亚也将成为继海阳后，第二个举办亚洲沙滩运动会的中国城市。

## 歷史
2018年8月19日，在印度尼西啞雅加達召開的亞洲奥林匹克理事會第37屆大会上，三亞成为2020年第六屆亞洲沙灘運動會舉辦城市。
2020年8月10日，受2019年新型冠狀病毒疫情影響`亞洲奧林匹克理事會宣布第六屆亞洲沙灘運動會調整至2021年4月2日至2021年4月10日舉辦。2020三亞第六屆亞洲沙灘運動會的名稱和會徽皆保持不變。但因疫情反弹，亞奧理事會宣布二度延期。
2023年3月14日，组委会对外表示“暂不确定是否继续举行”。
2025年5月18日，亚洲奥林匹克理事会宣布，该赛事定于2026年4月22日至30日举行，标志调整为三亚2026。

## 象征

### 会歌
2020年亚洲沙滩运动会会歌《In Sanya》由常石磊作曲，王平久作词，杜卡妮、刘潇文、刘潆文演唱。

## 比賽項目
本屆共設14運動大項，15小項：
- 游泳
  -  公開水域游泳
  -  水球
- 3x3籃球
- 沙灘田徑
- 沙灘角力
- 龍舟
- 沙灘足球
- 沙灘手球
- 沙灘卡巴迪
- 柔術
- 帆船
- 運動攀登
- 台克球
- 水陸兩項
- 沙灘排球

## 外部連結
- 2021年亞洲沙灘運動會官網（页面存档备份，存于）

| 前任： 岘港 | 亞洲沙灘運動會 三亚市 6th ABG (2026) | 繼任： TBD |